# Apeadero de Coímbra-Parque
El Apeadero de Coímbra-Parque, igualmente conocido como Estación del Parque, es una plataforma ferroviaria desactivada del Ramal da Lousã, situada en la ciudad de Coímbra, en Portugal.

## Historia

### Apertura al servicio
Este apeadero se encuentra en el tramo entre Coímbra y Lousã del Ramal da Lousã, que abrió a la explotación el 16 de diciembre de 1906, por la Compañía Real de los Caminhos de Ferro Portugueses.

### sigloXXI
En febrero de 2009, la circulación en el Ramal da Lousã fue temporalmente suspendida para realizar obras, siendo los servicios sustituidos por autobuses.
El 4 de enero de 2010, el tramo entre este apeadero y la Estación de Miranda do Corvo fue cerrado, para la futura reconversión del sistema ferroviario en un metro de superficie; durante el proceso, fue instituido un servicio de transporte de sustitución.